# Honda RA106
El Honda RA106 fue un monoplaza diseñado por Geoff Willis, miembro del constructor japonés Honda Racing F1.

## Diseño y presentación
Originalmente, el nombre del coche iba a ser BAR008, ya que en el 2005 el dueño de la escudería de Brackley era BAR, equipo que usaba motores de Honda y que al mismo tiempo era propiedad de la tabacalera BAT, que había decidido vender el equipo por la prohibición de la propaganda de tabaco. Así, Honda decidió adquirir las instalaciones de BAR y regresar a la máxima categoría del automovilismo creando su propia escudería, Honda Racing F1.
El coche fue presentado en Barcelona el 25 de enero de 2006, donde también se reveló la nueva dupla de pilotos del equipo: Jenson Button, que se había quedado en el equipo tras resolverse la batalla contractual con Williams F1 (Button quería marcharse a la escudería de Frank Williams); y Rubens Barrichello, quien llegaba de la Scuderia Ferrari y reemplazaba a Takuma Satō, quien posteriormente ficharía por la escudería filial de Honda Super Aguri. El puesto de probador fue asignado a los británicos Anthony Davidson y James Rossiter.

## Pretemporada
Durante la pretemporada, el equipo se ilusionaba con luchar por el campeonato del mundo, ya que el RA106 siempre peleó por los puestos cabeceros.

## Temporada 2006
Al iniciar la temporada, Button se perfilaba como uno de los grandes candidatos al título gracias a su cuarto puesto en Baréin y un tercer lugar en Malasia, mientras que el rendimiento de Barrichello era cuestionado por terminar decimoquinto y décimo en las dos primeras citas mundialistas. 
Las buenas sensaciones de Button continuaban en Australia, ya que el piloto británico conseguía la pole position, mientras que Rubens partía de la octava fila. Sin embargo, la carrera fue altamente frustrante, ya que Button se retrasó hasta llegar a marchar quinto, y a sólo 200 metros para finalizar la competencia, el motor Honda estalló. Barrichello finalizaba séptimo. La cuarta cita fue en San Marino. En un trazado rápido, los Honda se ubicaron segundo (Button) y tercero (Barrichello), aumentando sus opciones de conseguir un triunfo. Sin embargo, las calamidades técnicas y estratégicas hicieron que sólo se sumaran dos puntos por el séptimo puesto de Jenson, mientras que Rubens terminaba décimo.
En el Gran Premio de Europa, Barrichello conseguía un magnífico quinto puesto, mientras Button abandonaba por problemas de motor.
En España, ambos coches terminaban en los puntos, con Button sexto y Barrichello séptimo.
En el trazado urbano de Mónaco, Barrichello conseguía su mejor resultado con el equipo finalizando cuarto y a solo un segundo del Red Bull de David Coulthard; por su parte, Button finalizaba en un discreto decimoprimer lugar.
En el Reino Unido las cosas fueron mal para el equipo. Jenson abandonaba a causa de una pérdida de aceite y Rubens solo podía llegar a la meta el decimoprimero.
En los Grandes Premios de Canadá, EE. UU. y Francia, el equipo solo cosechó fiascos. El único resultado destacable durante estos tres Grandes Premios fue un sexto puesto de Barrichello, que estaba muy lejos de las expectativas del equipo.
En Alemania, el rendimiento del RA106 volvió a ser el óptimo. Button rodó tercero gran parte de la competencia, pero fue superado a poco del final por el McLaren de Kimi Räikkönen, mientras que Barrichello abandonaba a mitad de carrera.
Llegaba Hungría, y en la clasificación los coches se alinearon con Barrichello tercero y Button cuarto, pero debió salir del decimocuarto lugar de la parrilla por una penalización por el cambio de motor. En la carrera, pasada por agua, Jenson sacó a lucir sus cualidades al volante y consiguió una espectacular victoria, viéndose beneficiado por el gran número de abandonos y un coche de seguridad que perjudicó la estrategia de Pedro de la Rosa. Esta fue la primera vitoría de Button en la Fórmula 1 tras 113 apariciones. Por su parte, Barrichello finalizó cuarto, cerrando así un gran fin de semana para Honda Racing.

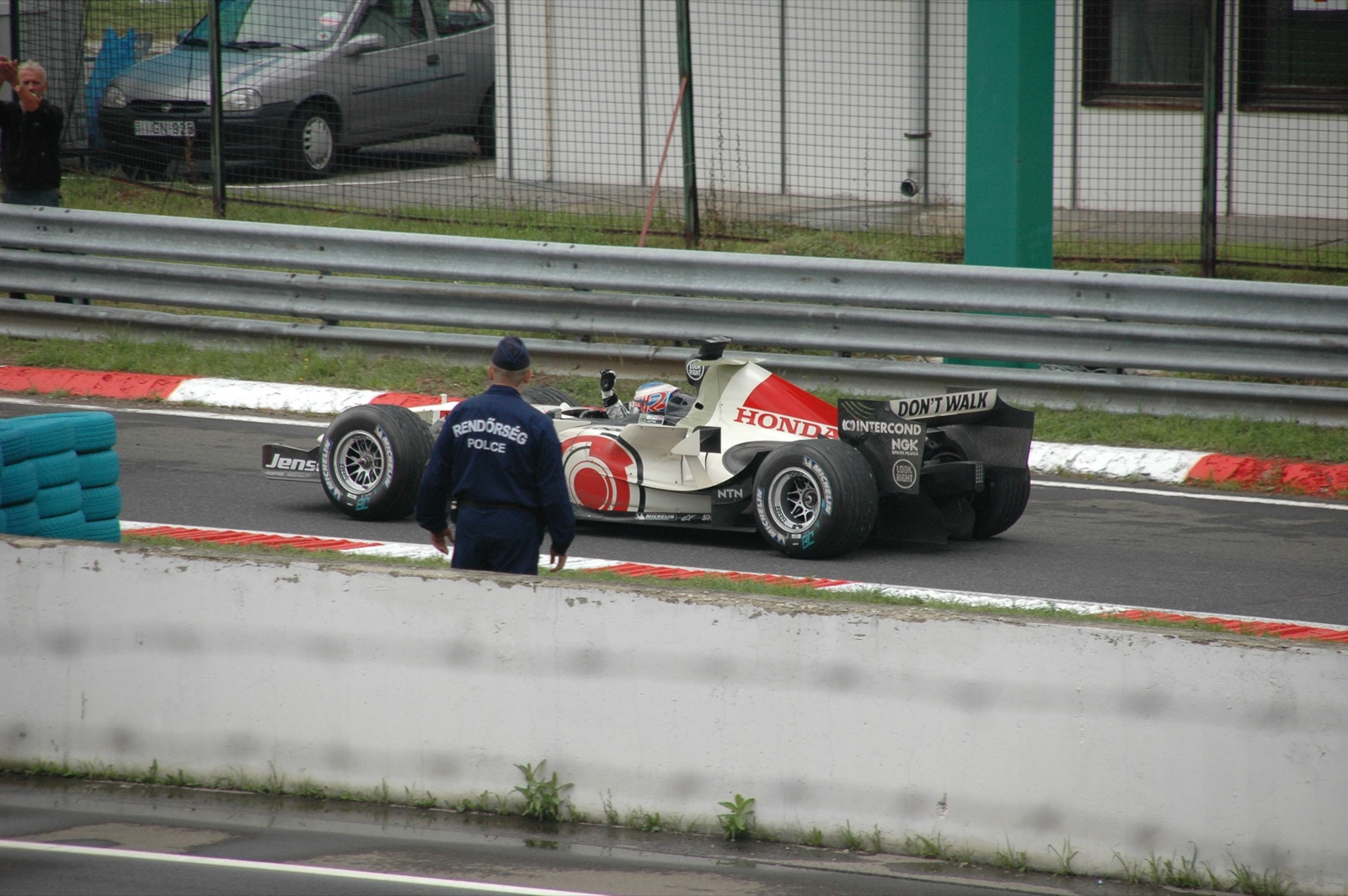
Jenson Button celebrando su victoria en Hungría.

La siguiente cita del mundial fue en Turquía, donde las buenas sensaciones sobre el monoplaza continuaron. Button, en una sólida carrera, finalizó cuarto, mientras que Barrichello lo hacía en la octava plaza.
En Italia, el RA106 no estuvo a la altura de los Ferrari y Renault. Button terminaba quinto y Barrichello sexto.
Llegaba China, donde los pilotos de Honda Racing protagonizaron un buen trabajo: Button terminaba cuarto, de nuevo superando a un Barrichello que fue sexto.
En Japón, Jenson se quedaba cuarto, mientras que Rubens terminaba fuera de los puntos: decimosegundo.

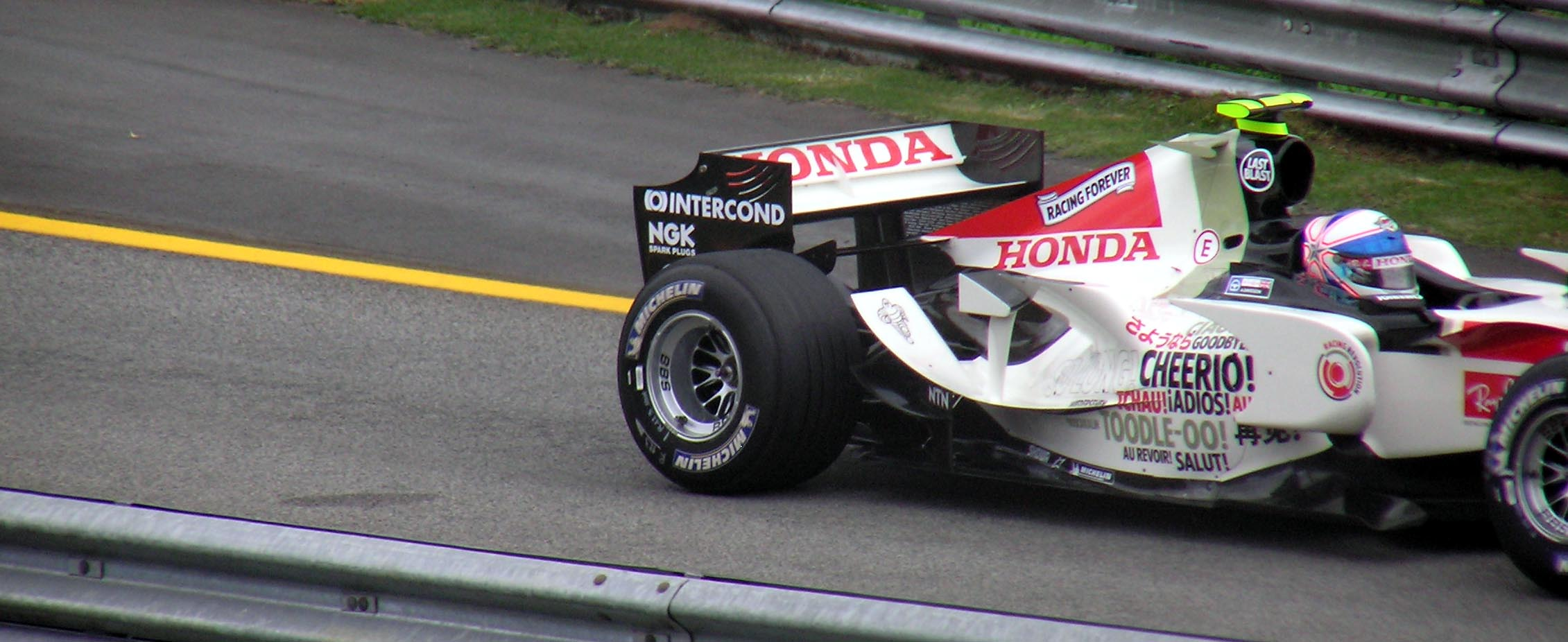
El RA106 con mensajes de despedidas a BAT.

La última participación del RA106 fue en Brasil, esta carrera fue también la despedida del patrocinador del equipo Lucky Strike. En otra gran actuación de Jenson Button el Honda finalizaba tercero, mientras que Rubens finalizaba en una sólida séptima colocación.
Honda terminó cuarta en el mundial de constructores de 2006, con 86 puntos. Button fue sexto en el de pilotos. En el gran premio de China hay una versión modificada

## Super Aguri SA07
Honda Racing F1 le vendió los derechos del RA106 al equipo Super Aguri, que utilizó una versión del chasis con la denominación de Super Aguri SA07 durante la temporada 2007 de Fórmula 1, logrando sumar cuatro puntos.

## Resultados
(Clave) (negrita indica pole position) (cursiva indica vuelta rápida)
| Año  | Motor               | Neu. | N.º | Pilotos            | 1   | 2   | 3   | 4   | 5   | 6   | 7   | 8   | 9   | 10  | 11  | 12  | 13  | 14  | 15  | 16  | 17  | 18  | Puntos | Pos. |
| ---- | ------------------- | ---- | --- | ------------------ | --- | --- | --- | --- | --- | --- | --- | --- | --- | --- | --- | --- | --- | --- | --- | --- | --- | --- | ------ | ---- |
| 2006 | Honda RA806E 2.4 V8 | M    |     |                    | BHR | MYS | AUS | SMR | EUR | ESP | MON | GBR | CAN | USA | FRA | GER | HUN | TUR | ITA | CHN | JPN | BRA | 86     | 4º   |
| 2006 | Honda RA806E 2.4 V8 | M    | 11  | Rubens Barrichello | 15  | 10  | 7   | 10  | 5   | 7   | 4   | 10  | Ret | 6   | Ret | Ret | 4   | 8   | 6   | 6   | 12  | 7   | 86     | 4º   |
| 2006 | Honda RA806E 2.4 V8 | M    | 12  | Jenson Button      | 4   | 3   | 10≠ | 7   | Ret | 6   | 11  | Ret | 9   | Ret | Ret | 4   | 1   | 4   | 5   | 4   | 4   | 3   | 86     | 4º   |